# Carlos Foradori
Carlos Mario Foradori (n. 1957) es un diplomático y abogado argentino que se desempeña como representante Permanente de la República Argentina ante los Organismos Internacionales en Ginebra. Ocupó diversos cargos en el Ministerio de Relaciones Exteriores de su país, entre ellos el de Secretario de Relaciones Exteriores entre 2015 y 2016, durante la presidencia de Mauricio Macri. Asimismo, fue embajador en Guatemala y Zimbabue.

## Biografía
Tras recibirse como abogado, ingresó al Instituto del Servicio Exterior de la Nación en 1982 donde se graduó con honores siendo acreedor a la Medalla Cárcano. Obtuvo una Licenciatura de Relaciones Internacionales con Diploma de Honor y se doctoró en Ciencias Políticas en la Universidad del Salvador. Por otro lado, también posee un máster en Políticas Públicas por la Universidad de Harvard, un máster en Política Internacional de la Universidad Johns Hopkins. y un posgrado en Resolución de Conflictos Internacionales en la Universidad del Temple, en Filadelfia. 
Durante la década de 1990, bajo la presidencia de Carlos Menem, en 1998 fue el jefe de la comisión argentina que se encargó de la negociación con Chile de la cuestión de los Hielos Continentales, en la que se logró un acuerdo. Al año siguiente, Menem lo puso al frente del equipo de negociación de la cuestión de las Islas Malvinas con el Reino Unido. En su trayectoria dentro de la cancillería argentino en aquellos años, ocupó diversos cargos, como el de jefe de gabinete de la Secretaría de Coordinación y director general de Asuntos Federales y Electorales de la Cancillería. En dicho cargo, diseñó e implementó la primera votación de los Argentinos residentes en el exterior. Foradori fue sherpa del G20 entre los años 2015 y 2017. Fue además vicepresidente del Consejo de Derechos Humanos de las Naciones Unidas, presidente del Convenio sobre Comercio de Armas Mundial, presidente de la Conferencia de Desarme con sede en Ginebra, presidente del Comité sobre Acuerdos Regionales de la Organización Internacional de Comercio y presidente de la Estrategia Internacional sobre Reducción de Riesgos de Desastres de las Naciones Unidas.   
Tras el fin del mandato de Menem, durante la presidencia de Fernando de la Rúa, fue destinado como embajador a Zimbabue en el año 2000, y luego como embajador en Guatemala durante la presidencia de Eduardo Duhalde, puesto en el que se mantuvo hasta el 2005. A su regreso al país fue designado asesor de la Secretaría de Relaciones Exteriores y luego director general de Estrategias de Comercio Exterior.
En paralelo a su actividad como diplomático, se desempeñó como docente de derecho internacional público y derecho político en la Universidad del Salvador y la Universidad de Buenos Aires.

### Secretaría de Relaciones Exteriores
Luego de la llegada de Mauricio Macri a la presidencia y la designación de Susana Malcorra como canciller en diciembre de 2015, Foradori ocupó el cargo de secretario de Relaciones Exteriores, la posición más importante del ministerio luego del canciller. 
Entre los hechos que se produjeron mientras se encontraba en ese cargo fue la organización de la cumbre del G-20 de Buenos Aires, de la que Foradori fue sherpa.
El hecho de mayor resonancia mientras se desempeñaba en el cargo fue acordar la identificación de los cuerpos de los caídos en Malvinas, lo que fue logrado a partir del encuentro con el vicecanciller británico Alan Duncan en la visita que este último realizó al país en septiembre de 2016. Tras esta reunión, el 13 de septiembre de 2016, se realizó una Declaración de Prensa, conocida popularmente como pacto Foradori-Duncan, que incluyó varios puntos de colaboración entre la Argentina y el Reino Unido, en materia de seguridad, tecnología, investigación científica, con miras a iniciar negociaciones al respecto de la cuestión Malvinas. Esta declaración de prensa fue cuestionada por la oposición y algunos grupos de veteranos de Malvinas que señalaron que se trataba de concesiones gratuitas, con especial hincapié en la cuestión de recursos naturales, al gobierno británico que no había mostrado ninguna intención de dialogar al respecto de la soberanía de las islas. Sin embargo la declaración fue apoyada por la Comisión de Familiares de Caídos en Malvinas y por el Comité Internacional de la Cruz Roja en Ginebra. Asimismo, uno de los puntos de la declaración, que establecía un vuelo São Paulo-Islas Malvinas, fue criticado por la oposición ya que se sostenía que no redundaría en ningún beneficio para la Argentina, ayudando a desandar la política exterior al respecto del tema que el país había establecido en la gestión de Cristina Fernández de Kirchner. Ello a pesar del que dicho vuelo permitía generar una conexión adicional para facilitar la visita de los argentinos del continente (incluyendo a los familiares de los caídos) a las Islas Malvinas.
El contenido de la Declaración de Prensa cayó en suspenso por las críticas y la pandemia de COVID-19, que imposibilitó que se pudiese llevar a cabo los puntos principales del acuerdo mientras estuvo vigente. Foradori dejó el cargo en diciembre de 2016 y fue designado como embajador en Ginebra ante los organismos internacionales en aquella ciudad. La gestión del presidente Alberto Fernández iniciada en diciembre de 2019, y con la dirección de Felipe Solá inicialmente y luego Santiago Cafiero al frente de la cancillería, informó que en tales condiciones no estarían dispuestos a cumplir con el acuerdo, a menos que el Reino Unido estuviese dispuesto a concesiones más amplias. Finalmente, Cafiero informó a las autoridades británicas que dejaba sin efecto el acuerdo el 2 de marzo de 2023, tras una reunión con James Cleverly. A consecuencia de esa decisión, el Reino Unido suspendió los vuelos humanitarios a Malvinas para los familiares de los caídos y canceló la última etapa de identificación de los soldados caídos en Malvinas.

## Controversias
La Declaración de Prensa tomó especial relevancia mediática cuando algunos medios argentinos, en abril de 2022, difundieron que el vicecanciller británico Alan Duncan había afirmado en su libro In the Thick of It, de manera anecdótica, que Foradori se encontraba ebrio al momento de negociar el acuerdo. Esto fue negado por Foradori, los funcionarios de la gestión de Macri, los funcionarios británicos presentes, el embajador británico en Argentina Mark Kent, anfitrión del encuentro y el propio Alan Duncan quien envió una nota oficial retractándose inmediatamente e indicando que se había tratado de una humorada. Foradori alegó que el comunicado del acuerdo era demasiado largo para haber sido formulado en una noche y que los distintos niveles de autorización que se requieren dentro de cancillería para decidir sobre un tema impedían que un funcionario pueda decidir arbitrariamente sobre alguna cuestión.